# The All New Adventures of Laurel & Hardy in For Love or Mummy
The All New Adventures of Laurel & Hardy in For Love or Mummy (lett. Le nuovissime avventure di Stanlio & Ollio "Per amore di mummia") è un film del 1999 uscito 19 novembre 1999 a Stati Uniti. In Italia è inedito. Il film è basato sulle avventure dei comici Stanlio & Ollio, interpretati originalmente da Stan Laurel (1890-1965) e Oliver Hardy (1892-1957).

## Trama
Negli anni ottanta i due nipoti sconosciuti di Stanlio Laurel e di Ollio Hardy si chiamano Stanley Thinnius Laurel e Oliver Fattius Hardy. Entrambi, pasticcioni, sfortunati, disincantati e sempliciotti come i nonni, lavorano in un museo di Londra dove Ollio s'innamora perdutamente della figlia del direttore. Stanlio lo incoraggia a farsi avanti e a dichiararle il proprio amore, ma Ollio si vergogna troppo. Un giorno il direttore del museo, nonché archeologo di professione, deve compiere una spedizione in Egitto dove è stata trovata una camera mortuaria sotterranea contenente il sarcofago di un antico faraone. I pasticcioni Stanlio e Ollio accompagnano il direttore, che non sa chi abbia finanziato la spedizione, visto che costui gli ha elargito solo i soldi e non gli si è mai presentato di persona.
La mummia, risalente ad oltre il 3000 a.C. viene trovata e portata a Londra, dove però si viene a scoprire che il sarcofago è misteriosamente scomparso. Subito la polizia, gli archeologi, la stampa e il direttore stesso accusano Stanlio e Ollio di furto, che non sanno come giustificarsi. A questo punto il finanziatore della spedizione si fa vivo e con una formula magica libera la mummia di Houtah per conquistare il mondo. Stanlio e Ollio assistono al rito ma inizialmente non intervengono. Houtah, appena risvegliato nel mondo dei vivi, inizia il suo operato di distruzione, innamorandosi per altro della figlia del direttore del museo, intendendo farla sua regina e concubina. Stanlio e Ollio si alleano contro la mummia e, dopo un piano fallito, Stanlio per sbaglio riesce a sconfiggere Houtah, tramutatosi in cobra fantasma, abilitando con la sua bombetta una carrucola che fa richiudere il sarcofago. La mummia muore per sempre. Il mattino dopo Ollio riceve dalla sua ragazza una proposta di andare in Egitto al Cairo per una cenetta intima, ma Stanlio rovina tutto e così Ollio lo insegue. I due finiranno dentro uno scatolone che deve essere spedito dall'altra parte del mondo.